# Hermann Engelhardt Motoren- und Automobilfabrik
Hermann Engelhardt Motoren- und Automobilfabrik war ein deutsches Unternehmen in Berlin zur Herstellung von Automobilen.

## Unternehmensgeschichte
Das Unternehmen ging aus einer der ältesten Berliner Autoreparaturwerkstätten hervor. 1900 oder 1901 begann die Produktion von Automobilen unter der Marke Engelhardt. Bereits 1902 oder 1904 endete die Produktion.

## Fahrzeuge
Das Unternehmen bot nur ein Modell an, dessen Motor mit 6,5 PS Leistung mit Spiritus oder Benzin betrieben werden konnte. Eine Besonderheit war die angebotene Wechselkarosserie, mit der das Fahrzeug wahlweise als Personen- oder als Lieferwagen genutzt werden konnte.